# Yenişehitlik, Fındıklı
Yenişehitlik là một xã thuộc huyện Fındıklı, tỉnh Rize, Thổ Nhĩ Kỳ. Dân số thời điểm năm 2010 là 100 người.